# جويل كيلمان
جويل كيلمان (بالسويدية: Joel Kellman)‏ هو لاعب هوكي الجليد سويدي، ولد في 25 مايو 1994 في كارلسكرونا في السويد.

## وصلات خارجية
- جويل كيلمان على موقع دوري الهوكي الوطني (الإنجليزية)
- جويل كيلمان على موقع EliteProspects.com (الإنجليزية)
- جويل كيلمان على موقع Eurohockey.com (الإنجليزية)
- جويل كيلمان على موقع HockeyDB.com (الإنجليزية)
- جويل كيلمان على موقع Hockey-Reference.com (الإنجليزية)